# دا سونگ کو
دا سونگ کو (انگلیسی: Dae-sung Koo؛ زادهٔ ۲ اوت ۱۹۶۹) بازیکن بیس‌بال اهل کره جنوبی است.
وی در مسابقات کشوری و بین‌المللی در مجموع برندهٔ ۱ مدال برنز شده‌است.